# ثيلما كاربنتر
ثيلما كاربنتر (بالإنجليزية: Thelma Carpenter)‏ هي عازفة جاز ومغنية وممثلة أمريكية، ولدت في 15 يناير 1922 في بروكلين في الولايات المتحدة، وتوفيت في 14 مايو 1997 في مانهاتن في الولايات المتحدة.

## أعمال

### أفلام
- (1984) نادي القطن

## وصلات خارجية
- ثيلما كاربنتر على موقع IMDb (الإنجليزية)
- ثيلما كاربنتر على موقع ألو سيني (الفرنسية)
- ثيلما كاربنتر على موقع ميوزك برينز (الإنجليزية)
- ثيلما كاربنتر على موقع أول موفي (الإنجليزية)
- ثيلما كاربنتر على موقع قاعدة بيانات برودواي على الإنترنت (الإنجليزية)
- ثيلما كاربنتر على موقع قاعدة بيانات الأفلام السويدية (السويدية)
- ثيلما كاربنتر على موقع أول ميوزيك (الإنجليزية)
- ثيلما كاربنتر على موقع ديسكوغز (الإنجليزية)
- ثيلما كاربنتر على موقع قاعدة بيانات الفيلم (الإنجليزية)
- ثيلما كاربنتر على موقع كينوبويسك (الروسية)